# 牆外 (黃明志歌曲)
〈牆外〉，是2021年馬來西亞歌手黃明志及中國大陸歌手小花的單曲，收錄於《鬼才做音樂》（英語：Ghosician）專輯當中。歌曲為2021年金門縣觀光主題曲，講述金門的兩位小朋友之間的故事。

## 製作
〈牆外〉全長4分17秒，歌曲以A大調的拍構成，速度為每分鐘138拍。黃明志表示，作為金門的觀光推廣曲，他對歌曲的定位是「抒情民謠慢歌」，主要介紹金門的風土人情。
這首歌黃明志找來中國大陸歌手「小花」合作演唱。在〈玻璃心〉發行後，黃明志被中國大陸封殺。為保證人身安全，女歌手使用「小花」的化名，真實的身份不詳。而〈牆外〉單曲封面中的女方用似油畫特效製成，而音樂錄影帶則沒有小花的身影，花絮影片中小花疑經深偽技術換臉處理。
歌曲的伴奏加入日本弦樂器三味線，讓曲子呈現獨特的異國情調。歌詞則圍繞兩名小孩互相認識，互相欣賞，但他們中間卻隔著一道無法跨越的高牆的故事
。包括女孩的歌詞「家門被鎖緊，…，縱然任性，卻也無能為力」，就被認為是中國大陸人嚮往牆外的自由但無能為力的描述。而男孩的歌詞「我躲在角落遠遠望著妳，妳的美麗迴盪在我記憶」，則被認為是指身處自由的人們仍望著中國大陸。

## 音樂錄影帶

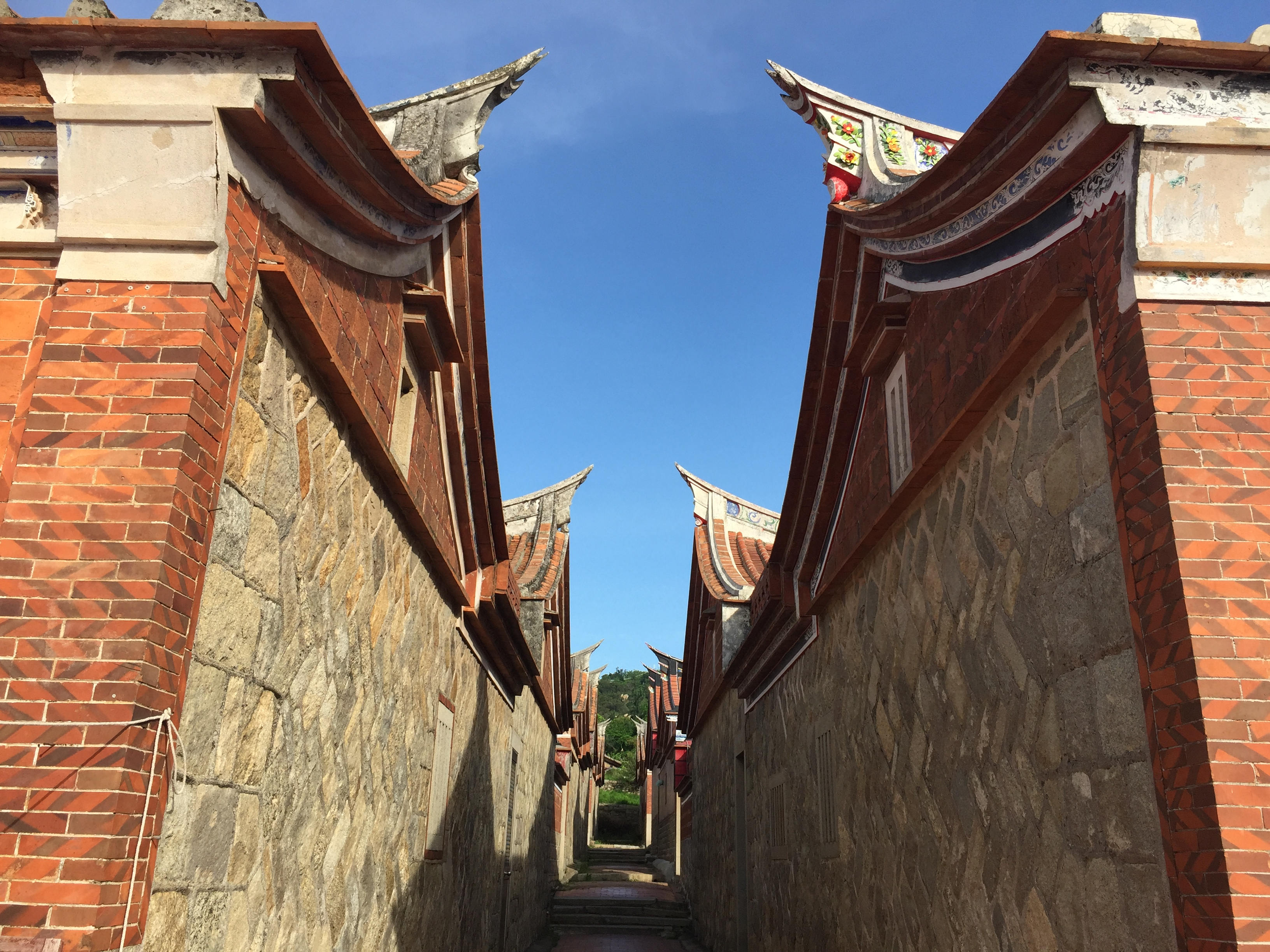
音樂錄影帶取景地之一：金門民俗文化村

作為金門縣的觀光推廣曲，〈牆外〉音樂錄影帶在金門民俗文化村、風獅爺文物坊、軌條砦、金城老街和北山播音牆等地方取景，展示了金門的貢糖、高粱酒及一條根等特產。
音樂錄影帶內的細節，也被解讀成暗諷中華人民共和國。
影片中的男孩身穿藍綠色的衣服，在外自在閒晃；而穿著一身紅色衣服的女孩，被父母鎖在房內，無論要出門或做任何其它事情都得經過父母的同意。這被解讀成男孩與女孩分別代表台灣與被中国共产党治下的中國大陸。
影片中，牆裡面的老師在黑板上寫下了「240-15=125」（正確應該是225），隱喻牆內（中華人民共和國）的教育存在謊言。
女孩在最後搬家之前傳給男孩的紙飛機裡寫的字是簡體字，隱喻了女孩來自中國大陸。

## 迴響
〈牆外〉音樂錄影帶於YouTube上架18小時點閱破百萬，上線4天點閱破400萬上線5天後，觀看次數已來到512萬次，並一度成為YouTube台灣區音樂發燒影片排行首位。
有網友用簡體字留言：「謝謝你明志，幫不能說話的我們說話。即使寫下這條評論時我都是害怕的」「希望有一天，我們真的能走出圍牆，大家在沒有黑暗的地方相見」。對此，黃明志在社群網站寫道：「最開心的還是看到來自各方的留言，證明了大家其實都沒有惡意，也都很清楚發生了什麼事。這就是我創作這首歌的目的。」

## 評價
金門縣縣長楊鎮浯表示，這首歌帶給很多網友政治上的聯想。而對金門來說自1992年起長達36年又23天的戰地政務是金門人的共同回憶，那時的金門相較於逐漸開放的台灣，還真的有些「牆內、牆外」的感覺。直至1992年戰地政務實驗辦法終止、2001年小三通實施，金門也逐漸脫離軍管、邁向正常化縣市發展，也讓牆變成了路。
時評員唐浩表示，曾經受同樣文化薰陶的各國華人們，本來應該是能和平共處，卻因為政治的干擾，而漸漸地越走越遠。這首歌暗喻全球華人期盼著中國共產黨垮台，中國（大陸）人民逐漸走向民主自由的心願。

## 奖项与提名
| 颁奖典礼                                               | 颁奖日期 | 類別       | 獲獎或入圍者 | 結果 | 來源   |
| ------------------------------------------------------ | -------- | ---------- | ------------ | ---- | ------ |
| 国际⾳乐录影带⼤奖（International Music Video Awards） | 2022年   | 最佳流行MV | 墙外         | 獲獎 | [ 16 ] |